# Blas Parera
Blas Parera i Moret conocido como Blas Parera (Murcia, 3 de febrero de 1776-Mataró, 7 de enero de 1840) fue un músico y compositor español, célebre por ser el compositor de la música del Himno Nacional Argentino.

## Biografía
Hijo de Ramón Parera y Bernarda Moret, ambos catalanes, nació el 3 de febrero de 1776 en Murcia. De niño fue a vivir a Mataró junto con su familia y formó parte de la Capilla de Música del Colegio de Santa Anna en el que estudiaba.
Emigró a América en 1793 y cuatro años más tarde en el año 1797, se radicó en la Ciudad de Buenos Aires, trabajando como compositor.
En el año 1802  fue músico en la iglesia de San Francisco, de Montevideo. Meses más tarde, volvió a Buenos Aires y trabajó como profesor en el Colegio de Niños Expósitos y también de forma particular, enseñando violín, piano y laúd.
Fue organista en la Catedral Metropolitana de Buenos Aires y en las iglesias de San Nicolás, San Ignacio y La Merced.  
Además, dio conciertos como violinista, clavicordista y componiendo tonadillas. Fue director de orquesta en el Coliseo Provisional de Comedias de Buenos Aires (teatro que luego asumió las denominaciones «Coliseo Argentino», «Teatro Argentino» [de Buenos Aires], hoy simplemente «Teatro Coliseo») desde su fundación hasta 1806.
Participó en la defensa de Buenos Aires durante las Invasiones Inglesas de forma voluntaria.
El 14 de octubre de 1809, en la iglesia de San Nicolás de Bari se casó con una de sus alumnas, Facunda del Rey. Era una huérfana de quince años que vivía en el Hogar de los Niños Expósitos, donde cantaba en el coro. Parera pidió permiso al virrey para contraer matrimonio.
En los siguientes cuatro años, se le encargó la composición de piezas musicales patrióticas para celebrar las nacientes Provincias Unidas del Sur. Compuso entre otras un Himno Patriótico (1812), con letra de Cayetano José Rodríguez y ese mismo año otro himno denominado 25 de mayo o Himno de la Libertad, para una ópera con libreto de Luis Ambrosio Morante.
Finalmente, en 1813 fue autor de la música del Himno Nacional Argentino sobre una letra de Vicente López y Planes, quien se había inspirado en la ópera de Morante y Parera.
Por su contribución musical, recibió la suma de doscientos pesos, una cantidad respetable para la época. En aquellos tiempos, el himno (originariamente Marcha Patriótica) se cantaba de continuo en los actos oficiales, en el teatro y hasta en tertulias. 
En julio de 1813, Parera se trasladó a Río de Janeiro para estudiar con el maestro Marcos Antonio Portugal. En 1815 regresó a Buenos Aires y transcurridos dos años, nació su hijo Juan Manuel. Además tuvo otras hijas llamadas Dolores y Juana.
En 1817, Parera abandonó la Argentina, viviendo varios años en Río de Janeiro y finalmente en España. Sobre el exilio de Blas Parera se ha especulado mucho, indicándose que partió del país a causa de haber sido obligado a componer la música del himno; esta teoría carece de documentación que la avale. El musicólogo Carlos Vega explica al respecto que "meses antes de su partida, el gobierno argentino (recuérdese que el país estaba en guerra) exigió a todos los españoles residentes juramento de fidelidad a la patria naciente y morir por su independencia total, legalizando su adhesión mediante una carta de ciudadanía. Podría ser que la adopción de la nacionalidad argentina hubiera sido una imposición demasiado dura para el catalán, y acaso la causa de su extrañamiento súbito".
Murió en Mataró, provincia de Barcelona, y sus restos fueron sepultados en el Cementiri dels Caputxins, en esa ciudad. Con el paso del tiempo, fueron removidos y depositados en el osario.

## La Marcha Patriótica
En 1813, la Asamblea General Constituyente que regía la actual República Argentina encargó a Parera la composición de lo que sería la Marcha Patriótica, con letra de Vicente López. 
Por el decreto del 11 de mayo de 1813, la letra y música fueron aprobadas como Himno Nacional Argentino. Tenía una duración de veinte minutos, hasta que se suprimieron estrofas a principios del siglo XX. Durante tres años, fue cantado durante las celebraciones de la independencia de Chile, hasta que Bernardo O'Higgins propuso la composición de una marcha nacional.
La música de versión oficial usada en Argentina es un arreglo y parcial adaptación realizada por Juan Pedro Esnaola en 1847, ya que la partitura original se había perdido. La versión vigente corresponde a la transcripción realizada por Luis Larreta, que se ajusta a lo acordado el 25 de septiembre de 1928 por el Poder Ejecutivo de la Nación.

## Conmemoraciones
En su honor, se han establecido distintos establecimientos, ciudades y monumentos tales como la ciudad de Parera en el departamento de Rancul, La Pampa. También llevan su nombre escuelas, agrupaciones musicales y calles.
En 1933, los niños de las escuelas catalanas sufragaron el transporte de una piedra de Montserrat a la Argentina, para la construcción de un monumento en memoria suya.

## Obras célebres
- Cántico patriótico (1812, letra de Saturnino de la Rosa)
- Canto a la memoria de Mariano Moreno (1812, letra de Cayetano José Rodríguez)
- Himno Patriótico Original a Gran Orquesta (1812 letra de Cayetano José Rodríguez)
- El 25 de mayo o Himno de la Libertad (1812, libreto de Luis Ambrosio Morante)
- Himno Nacional Argentino (1813 letra de Vicente López y Planes)